# 潘琦 (作家)
潘琦（1944年—），男，仫佬族，广西罗城人，中华人民共和国作家、政治人物，曾任中共广西壮族自治区党委副书记，广西壮族自治区文学艺术界联合会主席，广西壮族自治区人大常委会副主任。